# Intervenția militară din Libia din 2011
Intervenția militară din Libia din 2011 se referă la instituirea unei zone de excludere a spațiului aerian din Libia, pe baza Rezoluției 1973 a Consiliului de Securitate al ONU din data de 17 martie 2011. Această hotărâre a fost luată după evenimentele din Libia și după atacarea civililor rebeli de către forțele loiale colonelului Muamar al-Gaddafi. Intervanția militară din Libia s-a încheiat odată cu uciderea lui 
Muamar al-Gaddafi de forțele revoluționare. 